# 煩躁
煩躁（英語：Dysphoria），一種正常的人類內在情緒，心中煩悶不安，急躁易怒，甚則手足動作及行為舉止躁動不寧的表現。它通常起源於對現在狀況的不滿，或與對未來的期望。因為有意識的思考，造成個人產生煩躁、憂鬱、痛苦、不安等負面情緒的產生。

## 中醫學解釋
胸中热而不安叫“烦”，手足扰动不宁叫“躁”。烦与躁常并称。